# Top Four Cup
La Top Four Cup est une ancienne compétition de football en Irlande disputée entre les quatre principaux clubs du pays entre 1956 et 1974.
Ces quatre principaux clubs étaient déterminés en fonction de leur classement lors du championnat d'Irlande de football. 

## Liste des vainqueurs
- 1955-56  Shamrock Rovers  1-0 Waterford United
- 1956-57  Evergreen United 2-1 Drumcondra FC
- 1957-58  Shamrock Rovers  2-1 Drumcondra
- 1958-59  Evergreen United 1-0 Shamrock Rovers
- 1959-60  Cork Celtic 2-1 Shelbourne
- 1960-61  Drumcondra 1-1 Cork Celtic
  - match d'appui Drumcondra 2-2 Cork Celtic
  - match d'appui 2 Drumcondra 3-0 Cork Celtic
- 1961-62  Shelbourne FC 2-1 Cork Celtic
- 1962-63  Drumcondra 2-2 Cork Celtic
  - match d'appui   Drumcondra 4-3 Cork Celtic
- 1963-64  Dundalk FC 0-0 Limerick FC
  - match d'appui  Dundalk 2-1 Limerick
- 1964-65  Drumcondra 3-0 Shamrock Rovers
- 1965-66  Shamrock Rovers 3-3 Bohemian FC
  - match d'appui   Shamrock Rovers 1-1 Bohemian
  - match d'appui 2 Shamrock Rovers 3-0 Bohemian
- 1966-67  Dundalk 0-0 Bohemian
  - match d'appui   Dundalk 2-1 Bohemian
- 1967-68  Waterford 3-2 Shamrock Rovers
- 1968-69  Waterford 2-0 Shamrock Rovers
- 1969-70  Waterford 6-2 Cork Hibernians
- 1970-71  Waterford 3-0 Cork Hibernians
- 1971-72  Bohemian 2-1 Finn Harps
- 1972-73  Waterford 6-2 Bohemian
- 1973-74  Cork Celtic 0-0 Bohemian [Cork Celtic aux T.a.b.]

## Clubs par nombre de victoires
1. Waterford United : 5
2. Drumcondra FC : 3
3. Shamrock Rovers : 3
4. Cork Celtic : 2
5. Dundalk FC : 2
6. Evergreen United : 2
7. Bohemians FC : 1
8. Shelbourne FC : 1